# Сухое Озеро (Красноярский край)
Сухое Озеро — посёлок в Минусинском районе Красноярского края в составе Знаменского сельсовета.

## География
Посёлок находится в центральной части района примерно в 13 километрах по прямой на юго-восток от города Минусинска.

## Климат
Климат характеризуется суровой продолжительной зимой с длительными морозами и устойчивым снежным покровом. Средняя температура января −22.4ºС с возможным понижением до −57º С. В отдельные теплые дни теплых зим возможно повышение температуры воздуха до положительных значений. Весна поздняя, короткая, прохладная. Ясная ветреная погода и увеличение продолжительности солнечного сияния способствует быстрому прогреванию и просыханию почвы. Лето наступает в конце мая и продолжается 2.5 месяца. Средняя температура самого теплого месяца июля +16.9º С. Осенний период вдвое продолжительнее весеннего, характеризуется ранними заморозками. Средняя годовая температуры воздуха −3.4º С. Годовое количество осадков — 510 мм. Максимальное за год количество осадков выпадает в июле-августе. Зимний сезон относительно сухой. Устойчивый снежный покров образуется в начале ноября.

## История
Поселок был основан в 30-е года. Недалеко от нынешнего местоположения поселка было отделение торговой организации для заготовки сена, на месте поселка была пашня и крольчатник. В 1935 году обе точки объединили в рамках одного отделения, построили несколько строений, в том числе 6 изб. С 1961 по 2008 год работала школа.

## Население
Постоянное население составляло 272 человека в 2002 году (90 % русские), 238 в 2010.

## Инфраструктура
Имеется фельдшерско-акушерский пункт, детсад и клуб.